# Historia Burnside

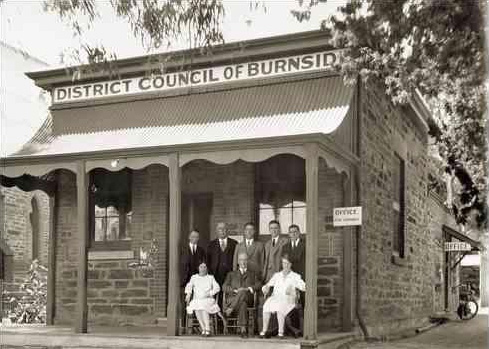
Stara sala obrad Rady Okręgu Burnside w 1928 roku (zbudowana w roku 1869)

Historia Burnside, jednostki samorządowej na obszarze metropolitalnym Adelaide w Australii Południowej, sięga trzystu lat wstecz. Przed brytyjskimi osadnikami obszary dzisiejszego City of Burnside zamieszkiwało aborygeńskie plemię Kuarna, które zimą osiedlało się na terenach przy rzece Torrens, a latem przenosiło się na tereny Adelaide Hills.
W 1839 roku dotarł tutaj pierwszy osadnik, szkocki emigrant Peter Anderson, który nazwał to miejsce Burnside, ze względu na fakt, że przy jego posiadłości płynął potok (w gaelickim szkockim burn oznacza „potok”). 10 lat później, w 1849, South Australian Company zaplanowało nową osadę położoną wokół oryginalnego Burnside która była reklamowana jako Burnside the Beautiful (Piękne Burnside).
Początkowo podstawą gospodarki Burnside były uprawa winorośli, górnictwo i gaje oliwne; w Glen Osmond znajdowały się bogate złoża mineralne, a w Magill założono winnice. Obecną salę obrad zbudowano w 1926 roku w Tusmore; okręg stał się gminą w 1935 roku, natomiast w 1943 roku na skutek silnego rozwoju regionalnego Burnside ogłoszono miastem. W latach 60. XX wieku w Burnside powstała biblioteka publiczna i ośrodek pływacki, które później rozbudowywano i unowocześniano w latach 1997–2001. Dzisiaj Burnside jest jednym z najchętniej zasiedlanych regionów w Adelaide.

## Wczesne osady
Osadę Kensington założono w maju 1839 roku, jedynie 29 miesięcy po założeniu kolonii. Osada miała wtedy głównie charakter rolniczy i utrzymywała bliskie stosunki z sąsiadującą osadą Norwood. W 1853 roku powstała dzięki ich połączeniu jedna z pierwszych gmin Adelaide o nazwie Norwood and Kensington, która ostatecznie przekształciła się w dzisiejsze City of Norwood Payneham St Peters. Przedmieścia Kensington Gardens i Kensington Park, będące wówczas częścią Kensington, teraz wchodzą w skład obszaru Burnside. Miasto Makgill (później znane jako Magill) początkowo założono jako Makgill Estate o powierzchni 2,1 km². Należało do dwóch Szkotów – Roberta Cocka i Williama Fergusona, którzy poznali się na pokładzie statku Buffalo zmierzającego do nowo założonej kolonii. Nazwano je imieniem powiernika pani Cock, Davida M Makgilla. Ferguson, który był odpowiedzialny za uprawę roli, w 1838 roku zbudował tam gospodarstwo rolne. Niedługo po tym Cockowi i Fergusonowi zaczęło brakować pieniędzy, na skutek czego Magill zostało pierwsza osadą na terenie Adelaide Hills, którą podzielono na mniejsze części. Osada Glen Osmond była ściśle związana z odkryciem przez dwóch imigrantów z Kornwalii złóż srebra i ołowiu na zboczach Mount Osmond. Początkowo gospodarka Australii Południowej nie była jeszcze rozwinięta i groziło jej bankructwo, jednak dzięki odkryciu tych minerałów dochód z eksportu znacznie wzrósł. Gubernator Gawler odwiedził miejsce, w którym odkryto złoża, a pierwszą kopalnię, Wheal Gawler, nazwano na jego cześć. Surowce mineralne z pierwszej kopalni w Australii Południowej eksportowano za granicę przez całe lata 40. XIX wieku, zapewniając tym samym miejsce pracy najpierw dla imigrantów z Kornwalii, a następnie, kiedy niemieccy biznesmeni zakupili kilka kopalni, także dla tych z Niemiec. Wczesne osady bardzo przypominały miasta Kornwalii, a późniejsze – miasta niemieckie. Górnictwo podupadło z powodu masowej migracji pracowników będącej skutkiem gorączki złota, która zaczęła się w sąsiadującej kolonii Wiktoria w 1851 roku.
Pierwszą rodziną, która osiedliła się na ziemi mającej się później stać osadą Burnside, byli Andersonowie. Ze Szkocji przywieźli ze sobą dobre referencje, cenne doświadczenie w uprawie roli i 3000 funtów; jednak zwyczaje rolne w Szkocji znacznie różniły się od tych na antypodach i rodzinie nie udało się tam zadomowić. W 1847 roku Andersonowie sprzedali swoją ziemię, porzucili gospodarstwo i przenieśli się do Morphett Vale. W 1849 roku człowiek, który kupił ziemię Andersonów, William Randell, postanowił zbudować osadę na swojej nowej posiadłości. Do zaprojektowania osady zatrudnił geodetę i planistę Nathana Hailesa. Hailes był zarówno zaskoczony, jak i rozczarowany faktem, że na tych terenach ktoś już kiedyś mieszkał, a potem je opuścił – szczególnie ze względu na rozrost i przystosowanie roślin europejskich do nowego środowiska. Pierwsze osady założone w tym regionie, mianowicie Glen Osmond, Magill i Kensington, istniały już od jakiegoś czasu w momencie powstania Burnside. Nowa osada miała dobre warunki do rozwoju; otaczały ją dwie główne arterie komunikacyjne, Burnside (dzisiaj Glynburn) i Greenhill Roads, oraz leżała nad Second Creek. W osadę wkrótce zainwestowało wielu właścicieli ziemskich; niektórzy z nich byli zamożnymi mieszkańcami Adelaide, którzy budowali posiadłości w Adelaide Hills, natomiast innych bardziej interesowała uprawa ziemi. Reklamy Hailesa z 1850 roku opisywały osadę jako „Burnside the Beautiful” (Piękne Burnside) i wymieniały takie zalety jak „ciągły dostęp do bieżącej wody, rozległe i różnorodne widoki, żyzna gleba i dobry kamień budowlany [...]” z „[...] bezpośrednią, nowo otwartą i idealną drogą do Adelaide”.

## Rady okręgowe
Początkowo wszystkie osady, które potem utworzyły Radę Okręgu Burnside, wchodziły w skład ówczesnej Rady Okręgu East Torrens, którego powierzchnia wynosiła 159 km². East Torrens graniczyło na północy z rzeką Torrens, z Adelaide Hills na wschodzie, z Mount Barker Road na południu i z Adelaide Parklands na zachodzie. East Torrens wpisano do dziennika urzędowego w 1853 roku na mocy ustawy District Councils Act 1852 (Ustawa o radach okręgowych); ustawa ta przewidywała, że w radzie zasiada pięciu wybranych członków, każdy jako reprezentant danego regionu. Pierwszymi przedstawicielami okręgu byli dr David Wark (St Bernards), James Cobbledick (Uraidla), Charles Bonney (Norwood), Daniel Ferguson (Glenunga) i George Müller (Stepney). Bonney, oprócz pełnienia funkcji radnego, był także urzędnikiem zarządzającym królewszczyzną (Commissioner of Crown Lands). Pierwsze spotkanie radnych miało miejsce w hotelu World's End w Magill 12 czerwca 1853 roku. Wprowadzono w życie pierwsze plany dotyczące pomiaru i oszacowania obszaru okręgu, a także ściągnięcia opłat za licencję i podatki, jak przewidywała Ustawa Okręgowa. T. B. Penfold z Magill, były kapitan, miał zostać pierwszym urzędnikiem okręgu i poborcą podatkowym 1 stycznia 1854 roku. 4 stycznia 1854 roku odbyło się głosowanie, podczas którego podatnicy podjęli decyzję dotyczącą wysokości podatków płaconych okręgowi (jeden szyling do funta); zdecydowano wówczas także o zwolnieniu z opłat organizacji charytatywnych, szkół i kościołów. W 1855 roku liczba ludność okręgu wynosiła 3705 mieszkańców i była o tysiąc większa niż w sąsiadującym City of Norwood Payneham St Peters. Ogromne East Torrens nie okazało się tak stabilne jak Norwood-Kensington. Frustrację podatników wywoływała niewiedza odnośnie do tego, co się dzieje z ich pieniędzmi; radnym brakowało władzy i funduszy, aby skutecznie działać, a interesy okręgu były bardzo zróżnicowane. 14 sierpnia 1856 roku obszar ten podzielono na trzy części. Rada Okręgu Payneham odłączyła się i dołączyła do terenów północno-zachodnich, a Radę Okręgu Burnside utworzono w południowo-wschodnim zakątku i jej obszar wynosił 15,9 km².. W 1858 roku nastąpił dalszy podział East Torrens i odłączenie się Adelaide Hills Council.

## Osamotnione Burnside
Po uporaniu się z problemem związanym z mniej dochodową i trudną w uprawie ziemią i jej bardzo niezadowolonymi mieszkańcami Burnside było zdane na siebie. Pierwsze spotkanie nowej Rady Okręgu Burnside odbyło się w karczmie Greengate Inn w Tusmore 19 sierpnia 1856 roku. Ze względu na czas potrzebny na wybranie nowych radnych ponowne spotkanie odbyło się dopiero 29 grudnia. Przewodniczący dr Christopher Penfold spotkał się tam z resztą przedstawicieli: Danielem Fergusonem z Glenungi, Alexandrem Fergusonem z Monreith, Johnem Townsendem z Magill i Jamesem Gryllsem z Belle Vue. To właśnie wtedy Kent Town odrzuciło propozycję włączenia się do Burnside i zamiast tego zwróciło się o przystąpienie do Norwood-Kensington. Rada miała spotykać się w karczmie lub w domu Fergusona do grudnia 1869 roku, kiedy zbudowano pierwszą salę obrad. Jednak rada nadal mogła działać i spełniać swoje obowiązki na mocy ustawy Local Government Act 1852 (Ustawa o samorządach lokalnych). Dotyczyła ona zarządzania mniejszymi drogami, udzielania licencji na otwarcie rzeźni i pubów oraz zapobiegania rozprzestrzenianiu się szkodliwego popłocha pospolitego. Obowiązkiem rady było także, na mocy innej ustawy z 1851 roku, promowanie edukacji. Większość dróg i mostów zbudowano po utworzeniu rady. Taki nagły rozwój i rozbudowa zdziwiły wczesnych mieszkańców okręgu. W tym samym czasie rada była niemalże przytłoczona dużą liczbą wniosków o status mieszkańca ich okręgu i zmuszeni byli poprosić indywidualnych podatników o pomoc finansową przy budowaniu mostów na ich obszarze.
Znaczną część historii Burnside śledziły i udokumentowały instytucje, które do dzisiaj stanowią ważną część życia jej mieszkańców: szkoła i kościół. Pierwszą szkołą na tym obszarze była szkoła w Magill otwarta w 1846 roku, której budowa poprzedzała wprowadzenie ogólnostanowego systemu kształcenia. Magill Primary School powiększono w listopadzie 1855 roku, gdy zapisało się do niej 38 chłopców i 29 dziewczynek; uczono ich czytać i pisać, a także udzielano lekcji z arytmetyki, gramatyki, geografii, historii, rysunku i śpiewu. Wszystkiego uczył ich jeden nauczyciel. Do 1865 roku było ich już dwóch. Glen Osmond Primary School założono w październiku 1858 roku, tuż przed założeniem tam instytutu (Glen Osmond Institute) będącego ośrodkiem debat i kształcenia. Burnside Primary School zbudowano w 1872 roku, przejęła wówczas zadania małej instytucji prywatnej. Ze względu na brak odpowiednich bibliotek i podobnych instytucji szkoły otrzymały duży zbiór książek i pism od mieszkańców miasta. W szkołach organizowano także gorące debaty na temat przyszłości stanu i regionu. Przyciągały one często tłumy ludzi. Jednak pomimo tego intelektualnego ducha starsza część ludności pozostawała stosunkowo w tyle z edukacją. Dążenia do rozwijania wiedzy trwały do momentu, kiedy w związku z wojnami burskimi zaczęto kłaść większy nacisk na aktywność fizyczną i zasługi dla społeczeństwa. Co dziwne, taki rozwój naukowej działalności nie miał miejsca w tradycyjnym ośrodku Burnside niedaleko Tusmore, gdzie obecnie znajdują się sala obrad, dom kultury oraz biblioteka.
Do roku 1871 Burnside znacząco się rozwinęło; stanowiło teraz zbiór osad i mieszkała tam skromna liczba 1557 mieszkańców. Dla porównania w Kensington-Norwood, mimo mniejszej powierzchni, mieszkało wówczas 5132 osób. Glen Osmond, które nadal odczuwało skutki ogromnego wzrostu będącego skutkiem rozwoju górnictwa, było największym pojedynczym ośrodkiem ludności (343 mieszkańców). Rada okręgu zbudowała także swoją pierwszą salę obrad w grudniu 1869 roku, tym samym w końcu spełniając ostatnie założenie rady. W latach 1870–1880 w dwóch osadach, Beulah Park (North Kensington) i Eastwood, nastąpił nagły wzrost przyrostu naturalnego i rozwoju, co zapewniło zarówno dach nad głową dla nowych imigrantów, jak i możliwości inwestycyjne dla zamożnego establishmentu Adelaide. Szpital psychiatryczny Parkside Hospital (obecnie Glenside) zbudowano w 1866 roku w miejscu zatłoczonego budynku w Parklands. Budynek, będący wczesnym zabytkiem architektonicznym Burnside, zbudowano na pięknie zadbanych terenach. Charakteryzował się on także wyszukaną fasadą. W 1881 roku w Leabrook Thomas Cooper założył pierwszą markę piwa w Południowej Australii, którą nazwał Coopers. W tym okresie w dzielnicy podmiejskiej Stonyfell także nastąpił wzrost gospodarczy; w 1867 roku zmienił się właściciel tamtejszych wielkich kamieniołomów i w 1873 roku założono firmę Stonyfell Olive Co. Koniec XIX wieku stanowił ważny okres dla rozwoju Burnside, który jednak ustał nagle w latach 90., kiedy po latach lekkomyślnej ekspansji gospodarkę Australazji dotknął kryzys. Burnside bardzo na tym ucierpiało.

## Nowy okres
Na przełomie wieków Burnside stawało się coraz bardziej zurbanizowane. Na całym obszarze nadal znajdowały się tereny uprawne, ale rozwój osad postępował. Toorak Gardens, Dulwich i inne osady znajdujące się niedaleko miast wpisano do dziennika urzędowego i od tej pory można było się tam osiedlać. Zrobiono także krok w przód i o Burnside zaczęto mówić jako o przedmieściach. Do 1920 roku liczba ludności okręgu wynosiła 17 000 ludzi mieszkających w 4000 domach. Na 10% budżetu w wysokości 60 000 funtów składały się opłaty od przedsiębiorstw handlowych, natomiast resztę stanowiły opłaty podatkowe. Rząd Południowej Australii uchwalił więcej rozporządzeń dotyczących samorządów lokalnych, w szczególności Town Planning Act 1920 (Ustawa o planowaniu miast), a także Building Act 1923 (Ustawa o budownictwie). Zwiększały one zakres odpowiedzialności okręgów, ale jedynie w razie konieczności; obszar Adelaide stopniowo się poszerzał. Radni Burnside radzili władzom stanu, aby zakupiły i zaczęły prowadzić ośrodki wypoczynkowe; w Waterfall Gully otworzono kiosk spożywczy, a także, podążając za tą radą, założono rezerwat Morialta Conservation Park. W związku z rozbudowanymi planami dotyczącymi rozwoju zieleni i obsadzania terenów gazety z Adelaide zaczęły traktować Burnside z większym szacunkiem. „Piękne Burnside: Malownicze Ulice” brzmiał nagłówek numeru The Chronicle z 24 marca 1928 roku. Okręg objął ochroną stare drzewa i co roku sadził około 500 nowych. W tym okresie radny Burnside H. E. S. Melbourne był osobą uwielbianą; w czasie wielkiego kryzysu gospodarczego, gdy brakowało funduszy, wydawał własne pieniądze na rezerwaty i ziemie dla mieszkańców. Kierował małym, ale umiarkowanym budżetem oraz nadzorował sadzenie drzew i listowia mających upiększyć miasto. Gordon Allen, który objął stanowisko radnego po Melbournie, tak go opisał: „W żadnym okręgu nigdy nie było lepszego człowieka.” Melbourne nadzorował także budowę pola golfowego Mount Osmond, jednak nigdy nie zrealizowano jego wizji budowy ekskluzywnego ośrodka rekreacyjno-sportowego.
Ograniczenia rozwoju poprzedzające ustanowienie Hills Face Zone pojawiły się w latach 20. XX wieku; okręg był zobowiązany do przestrzegania ścisłych dyrektyw. W 1928 roku na rogu dróg Greenhill i Portrush wybudowano wielką nową salę obrad; korzysta się z niej do dzisiaj. Powodzie zniszczyły Waterfall Gully w 1931 roku. Burnside nadal się rozwijało; w 1935 roku okręg Burnside stał się gminą Burnside. Do roku 1941 powierzchnia terenów uprawnych wynosiła już jedynie 1,6 km². Pożary buszu w latach 40. XX wieku wyrządziły wielkie szkody na wzgórzach, szczególnie, że akcja ludności cywilnej na rzecz wojny zawróciła zaopatrzenie i personel z krajowej straży pożarnej. W 1945 roku większość obszaru, który tworzy dzisiejszy rezerwat Cleland Conservation Park, zakupiły władze stanu, w dużej mierze ze względu na nacisk wywierany przez profesora Johna Clelanda. W 1963 roku większą część ziemi, łącznie z terenami Waterfall Gully, połączono w celu stworzenia parku, który rozciągałby się na wschód poprzez wzgórza aż do szczytu Mount Lofty i na północ do Greenhill Road. W roku 1943 gminę Burnside ogłoszono miastem Burnside.
Wielu mieszkańców Burnside walczyło w pierwszej i drugiej wojnie światowej; po powrocie zostali uhonorowani, z czego najważniejsze było nazwanie pierwszego szpitala publicznego w Burnside na ich cześć. Burnside War Memorial Hospital otworzono w kwietniu 1949 roku w Toorak Gardens. Zbudowano go w domu ofiarowanym przez jednego z mieszkańców, Ottona van Reibena. Dzisiejszą nazwę przyjęto w roku 1956. Obiekty upamiętniające poległych można znaleźć w całym Burnside; w Hazelwood Park naprzeciwko ośrodka pływackiego, w szkołach i kościołach, w rezerwatach. Jak w przypadku większej części Australii Burnside postępuje zgodnie ze słowami „Lest We Forget” („Abyśmy nie zapomnieli”), które zdobią wiele pomników. W Rose Park na alei Alexandra Avenue znajduje się duży pomnik żołnierza Australijskich Sił Imperialnych z tabliczką z napisem: „Ku pamięci poległym w: II wojnie światowej, Korei, Wietnamie”. Po powrocie do domu żołnierze utworzyli w Burnside kilka klubów dla żołnierzy służących w wojnie.

## Stulecie
Podczas krajowych obchodów złotego jubileuszu Federacji Australijskiej mieszkańcy Burnside przyłączyli się do świętowania i w 1956 roku uczcili setną rocznicę swojego miasta. Powojenna gospodarka i wyż demograficzny za rządów Thomasa Playforda IV sprawiły, że Burnside rozwijało się z zawrotną szybkością; podczas gdy w 1947 roku liczba ludności miasta wynosiła 27 942 mieszkańców, w 1961 roku wzrosła już do 38 768. Przedmieścia zajęły pozostałe tereny uprawne. W 1953 roku w Kensington Park zbudowano publiczną salę balową, natomiast w 1965 – stadion olimpijski. W 1963 roku na wschodnich granicach Burnside założono rezerwat Cleland Conservation Park.
W latach 60. i 70. XX wieku wprowadzono rządowy program drogowy, wskutek którego wszystkie drogi w Burnside pokryto bitumem. Planowano także przebudowę krętej i niebezpiecznej drogi Mount Barker Road. Jedną z propozycji było zbudowanie w jej miejscu autostrady Burnside–Crafers, co stanowczo popierała rada; oznaczałoby to, że droga Greenhill Road kończyłaby się przy Hazelwood Park. Następnie miałoby się jechać przez Hazelwood Park i Beaumont, potem przez wzgórza Waterfall Gully i przez Eagle on the Hill, aby ostatecznie dotrzeć do Crafers. Rada Burnside dołożyła wszelkich starań, aby zrealizować ten projekt i w przygotowaniu do budowy autostrady poszerzyła Linden Avenue (biegnące z północnego zachodu na południowy wschód). Projekt ostatecznie odrzucono na rzecz modernizacji drogi Mount Barker Road i Linden Avenue zostało wielką, znajdującą się w nieodpowiednim miejscu drogą ciągnącą się przez spokojne poza tym przedmieścia.

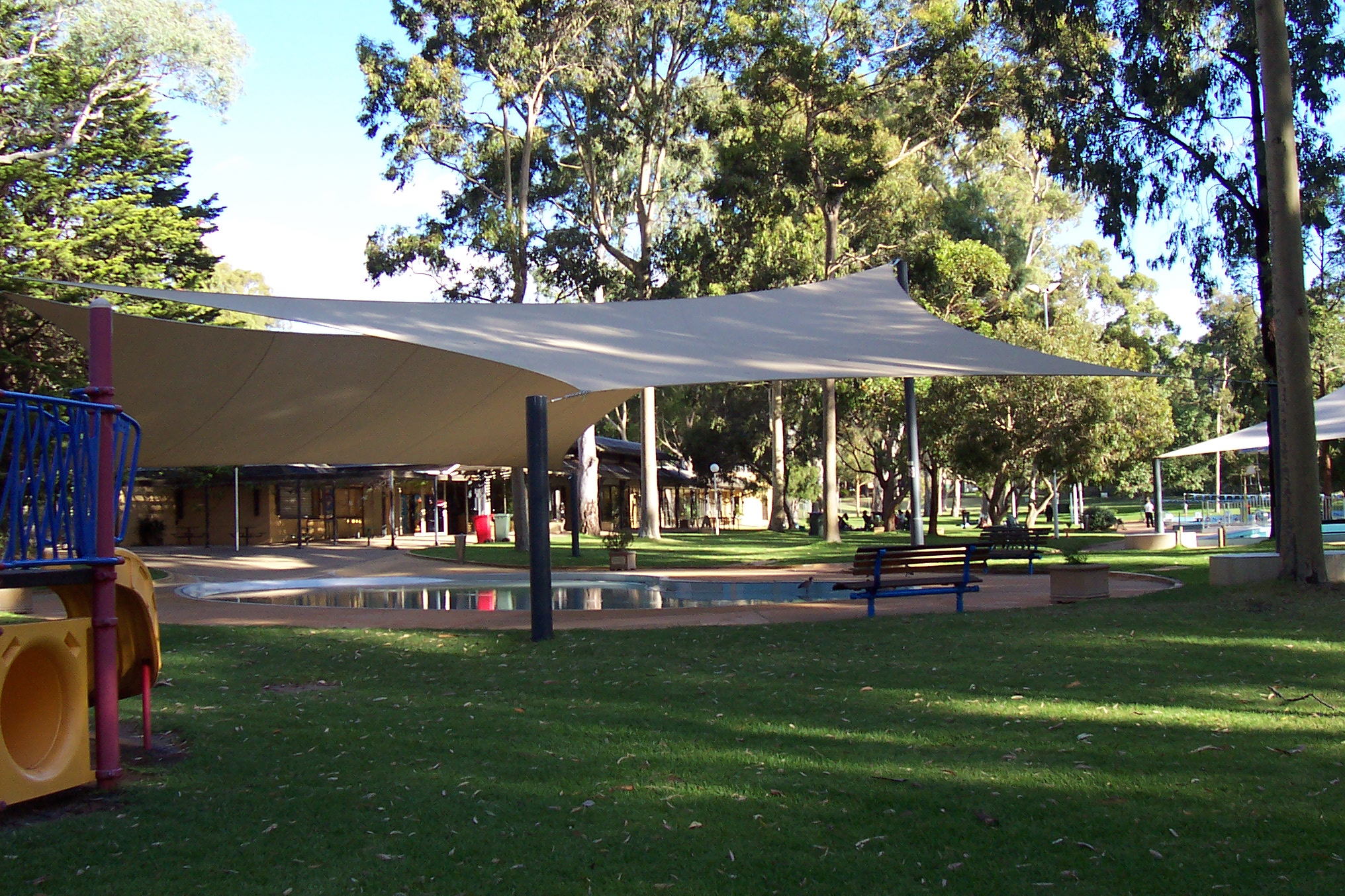
Ośrodek pływacki w Hazelwood Park dzisiaj

W lutym 1959 roku po raz pierwszy wysunięto propozycję budowy biblioteki i w roku 1961 Burnside wzbogaciło się o bibliotekę publiczną licząca 7800 książek; ze względu na wcześniej przyjętą ustawę Libraries Act 1955 (Ustawa o bibliotekach) rada mogła sobie finansowo pozwolić na założenie biblioteki dla mieszkańców. W 1966 roku otworzono Burnside Swimming Centre (ośrodek pływacki); był to projekt ówczesnego burmistrza George’a Boltona, który miał wielką wizję zagospodarowania parku Hazelwood Park, gdzie miał się znajdować ośrodek. Bolton spotkał się z nadzwyczajnym sprzeciwem opinii publicznej w roku 1964, kiedy po raz pierwszy przedstawiono pomysł. Starsi mieszkańcy Burnside, stanowiący znaczącą część tutejszej ludności (15%), byli całkowicie przeciwni temu pomysłowi, twierdząc, że przypływ kłopotów i hałas nie są tego warte. Koszt szacowano na 75 000 funtów. Podczas gdy architekci wycofywali się ze względu na skalę planowanej budowy, a wielu mieszkańców buntowało się przeciwko tym planom, gazety z Adelaide miały niezły ubaw; w roku 1964 rysownicy poświęcili dużą część swoich codziennych komiksów na omówienie tej klapy. 24 marca projekt poddano głosowaniu, które okazało się bezskuteczne i w Sunday Mail ukazał się nagłówek: „Burnside Says NO to Swim Pool” (Burnside mówi NIE basenowi). Burmistrza Boltona nie zniechęcił taki rozwój wydarzeń; dalej pracował nad zrealizowaniem koncepcji i w grudniu ogłosił nowe plany. Po silnej kampanii i drobnych zmianach w projekcie podczas głosowania w lutym 1965 roku pomysł uzyskał zdecydowane poparcie. Burmistrz wyszedł zwycięsko ze swojej bitwy i podczas otwarcia ośrodek pływacki nazwano jego imieniem i nazwiskiem.
W 1967 roku rada Burnside postawiła sobie ambitny cel: za każdy 1000 mieszkańców gmina będzie odkładać pięć hektarów rezerwatów. Aby to osiągnąć, gmina zakupiła Hazelwood Park od władz stanu, Beaumont Common od jego mieszkańców, a także otrzymała część Mount Osmond od Departamentu Autostrad. Przedtem Hazelwood Park miało być podzielone z inicjatywy rządu. Gdy dowiedziała się o tym rada, zgłoszono wniosek o przejęcie prawa własności i w 1964 roku przesłano dokumenty. Rada osiągnęła sukces w tej sprawie dopiero po rozmowach z samym gubernatorem stanu Playfordem.

## Współczesność
W 1982 roku tuż obok sali obrad zbudowano dom kultury przylegający do biblioteki. Cały kompleks budynków po raz pierwszy unowocześniono w 1996 roku. W tym samym czasie miejsce miała także modernizacja ośrodka pływackiego. Unowocześnienia kontynuowano w 2001 roku, wskutek czego powstała nowoczesna biblioteka i dom kultury dla mieszkańców. W 1993 roku Burnside zyskało nowe zielono-fioletowe logo. Zielony reprezentuje bujne parki i rezerwaty Burnside, natomiast fioletowy – wyniosłe drzewa jacarandy. Sąsiadujące przedmieścia Skye i Auldana włączono do Burnside w 1999 roku. Wcześniej były one częścią samorządu Adelaide Hills Council, ale z Burnside wiele je łączyło jeszcze w czasach East Torrens. W 2001 roku Coopers Brewery przeniosło się z Leabrook do Regency Park, a w miejscu dawnego browaru powstało osiedle dla emerytów.
Burnside będzie musiało przystosować się do radzenia sobie z populacją starzejącą się; największą grupę wiekową na tym obszarze stanowią ludzie w wieku 35–49 lat, którzy wkrótce przejdą na emeryturę. Już 23,7% ludności ma powyżej 60 lat i co roku umiera więcej ludzi niż się rodzi. Na prawie cały przyrost naturalny składają się migracje wewnętrzne (na terenie Adelaide) i zagraniczne. Część ludności emigruje do innych australijskich stanów i miast. Od lat 60. XX wieku istnieje wielka przepaść w grupie wiekowej 18–25 lat i nic nie wskazuje na to, aby miało się to zmienić.